# 頭紋無鰭海龍
頭紋無鰭海龍（学名：Penetopteryx taeniocephalus），為輻鰭魚綱棘背魚目海龍魚科无鳍海龙属的其中一種，分布於印度太平洋區，包括馬達加斯加、模里西斯、留尼旺、菲律賓、吉里巴斯及萬那杜等海域，棲息深度可達2公尺，體長可達7.3公分，棲息在礫石底質海域。